# 2004 în artă
← 2001 în artă — 2002 în artă — 2003 în artă ——  2004 în artă  —— 2005 în artă — 2006 în artă — 2007 în artă →
2004 în artă implică o serie de evenimente:

## Premii

### Premii oriunde
- Premiul Archibald – Archibald Prize -
- Premiul Beck's Futures – Beck's Futures -
- Premiul Hugo Boss – Hugo Boss Prize –
- Premiul John Moores Painting - John Moores Painting Prize
- Premiul Turner – Turner Prize – Keith Tyson
- Premiul Wynne – Wynne Prize - Angus Nivision pentru Remembering Rain

## Decese
- 1 ianuarie
- 19 ianuarie
- 31 ianuarie
- 6 februarie  —
- 21 martie —
- 23 septembrie —
- 30 noiembrie —
- 15 noiembrie –
- 12 decembrie

## Galerie de imagini (lucrări din 2004)
- Lucrări reprezentative